# 特普納羅伊馬塔峰
特普納羅伊馬塔峰（英語：Te Puna Roimata Peak），是南極洲的山峰，位於羅斯島，處於路易斯灣以南3.7公里的埃里伯斯火山東北坡，在2000年由新西蘭地理委員會命名，現時由南極條約體系管理。